# Sint Jodocuskerk (Oosterland)

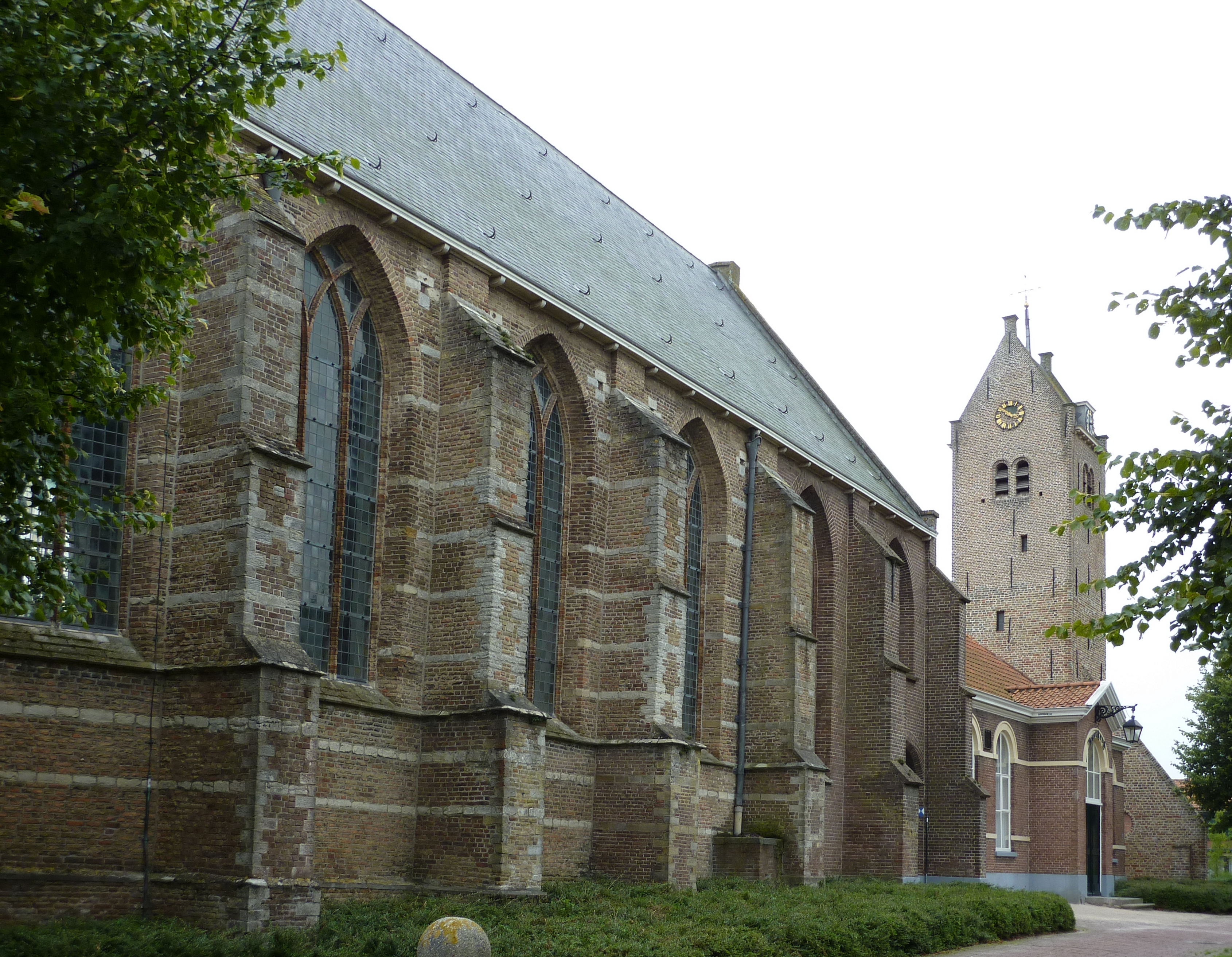
Sint Jodocus

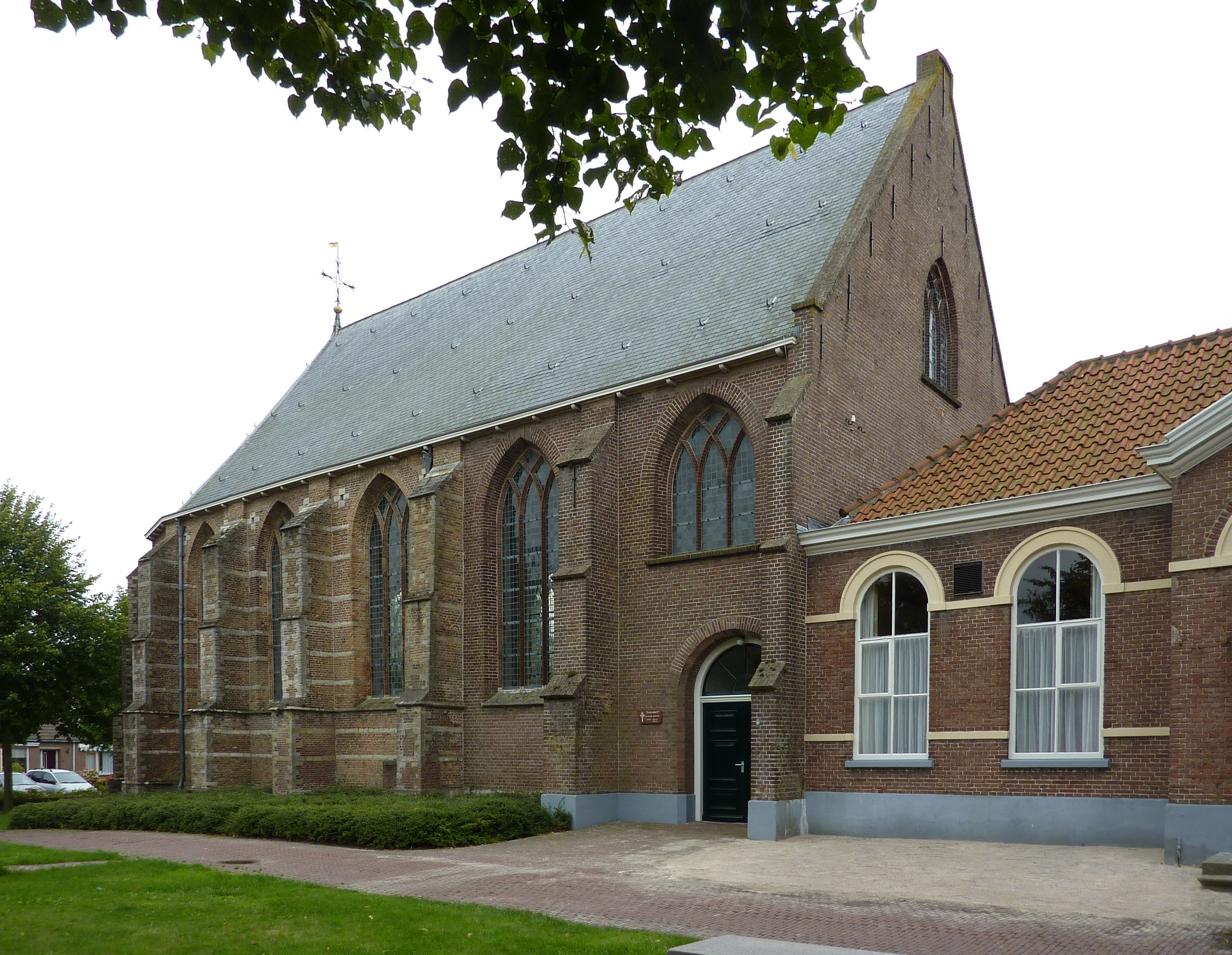
Der Chor der Jodocuskerk

Die Sint Jodocuskerk ist die im Kern spätgotische evangelisch-reformierte Pfarrkirche zu Oosterland (Gemeinde Schouwen-Duiveland) in der niederländischen Provinz Zeeland. Von der mittelalterlichen Kirche hat sich nur der Chorraum im Originalzustand erhalten.

## Geschichte
Die bis zur Reformation dem heiligen Jodocus geweihte Kirche zu Oosterland wurde in der zweiten Hälfte des 14. Jahrhunderts errichtet. Aus dieser Zeit stammt im Kern noch der heute freistehende Turm. Zum Ende des 15. Jahrhunderts wurde der dreijochige spätgotische Chor mit 5/8-Schluss gebaut. 1612 wütete in Oosterland ein schwerer Dorfbrand, in dessen Verlauf das Langhaus der Kirche so in Mitleidenschaft gezogen wurde, dass es nicht wieder aufgebaut werden konnte. Fortan nutzte man den Chor für die Gottesdienste. Im 19. Jahrhundert wurde dieser um zwei Joche nach Westen verlängert. Zudem baute man zwischen Chor und Turm 1880 ein Schulgebäude, sodass sich heute ein durchgehender Gebäudekomplex ergibt. Seit 1904 wird die Schule als Gemeindehaus genutzt. Nach Beschädigungen im Zweiten Weltkrieg, die vor allem den Turm betrafen, folgte 1949/50 eine Renovierung der Kirche. Die Sint Jodocuskerk gehört heute zu einer reformierten Gemeinde innerhalb der unierten Protestantischen Kirche in den Niederlanden.

## Orgel
Die Orgel wurde 1905 durch den Orgelbauer Jan van Gelder (Leiden) erbaut. Das Schleifladen-Instrument ist weitgehend original erhalten. Es hat 8 Register auf einem Manual (C–f3: Bourdon 16′, Prestant 8′, Holpijp 8′, Gamba 8′, Celeste 8′, Octaaf 4′, Piccolo 2′, Mixtuur III-V). Das Pedal (C–d1) ist angehängt. Die Spiel- und Registertrakturen sind mechanisch.